# شاهدخت ناک‌رانگ
بر پایه اسناد باستانی کره‌ای سامگوک ساگی، شاهدخت ناک‌رانگ (لاهی) (کره‌ای: 낙랑공주; هانجا: 樂浪公主; ? – ح.۳۲) دختر چوی ری و وانگ جاشیل، پادشاه پادشاهی ناک‌رانگ بود. با این حال، حاکمیت پادشاهی اغلب مورد مناقشه قرار می‌گیرد و بیشتر توسط دانشمندان کره‌ای به عنوان یک پادشاهی مستقل در نظر گرفته می‌شود، در حالی که جوامع آکادمیک چینی و ژاپنی معمولاً نام ناک‌رانگ را به فرمانداری لیوندانگ ارجاع می‌دهند. همچنین در سریال جا میونگ گو هم به او اشاره شده است.

## حرفه
بر اساس سامگوک ساگی (تاریخ سه پادشاهی)، در چهارمین ماه سال قمری در سال ۳۲، چویری پادشاه ناکرانگ، شاهزاده هودونگ گوگوریو را در حالی که او در حال گشت و گذار در اوکجه بود ملاقات کرد و او را با دخترش، شاهزاده خانم، ازدواج کرد. ناکرانگ. در آن زمان، فتح ناکرانگ دشوار بود، زیرا زنگ خطری داشت که به طور خودکار زمانی که یک دشمن حمله کرد و این واقعیت را اعلام کرد، هودونگ که به گوگوریو بازگشت، یک قاصدی را برای پرنسس ناکرانگ فرستاد تا وارد اسلحه خانه شود و آن را نابود کند. می گویند که او همه چیز را برای استقبال از شاهزاده خانم آماده می کند، اما اگر نتواند این کار را انجام دهد، نمی تواند از او استقبال کند. پرنسس ناکرانگ از سخنان هودونگ پیروی می کند و هودونگ پدرش، پادشاه دائموسین را متقاعد می کند که به ناکرانگ حمله کند. پادشاه چویری ناکرانگ دخترش را کشت و تسلیم گوگوریو شد.

## در فرهنگ عامه
بازی شده توسط پارک مین یونگ و جین جی هی در مجموعه تلویزیونی سال ۲۰۰۹ شبکه اس‌بی‌اس، جا میونگ گو